# حویجه السیاد
حویجه السیاد (به عربی: حویجة السیاد) یک روستا در سوریه است که در ناحیه قلعه المضیق واقع شده‌است. حویجه السیاد ۸۴۶ نفر جمعیت دارد.